# Сеномикс
Сеномикс (англ. Senomyx) — американская биотехнологическая компания, работающая в направлении развития пищевых добавок усиливающих вкус и запах пищи. Компания стремится получить с помощью обратного инжиниринга рецепторы человека, которые реагируют на вкус и аромат. Свои изобретения компания желает капитализировать. Целью компании является производство веществ, которые сделали бы пищу «вкуснее». Сеномикс запатентовала определённый запах, используя собственную чувствительную систему. Эти рецепторы ранее были получены в культуре клеток HEK293.

## История
Senomyx основана биохимиком Любертом Страйером в 1999 г. С мая 2001 г. Страйер сочетает работу ученого в Стэнфордском университете и председателя научного совета компании.
Компания работает с субстанцией 951, которая является потенцирующим средством для усиления вкуса сахара в пищевых продуктах, что позволяет производителям уменьшить количество используемого сахара. За время своего существования компания успела создать 4 полноценных усилителя вкуса: S6973, S2383, S6821 и S5978.
Сеномикс запатентовала запах, используя собственную систему, чувствительную ко вкусу. Эти рецепторы ранее были получены в культуре клеток HEK293. Клетки HEK293 получены от клеток почки абортированного ребёнка. Эти клетки впервые были получены от здорового абортированного плода человека, в 70-х годах. Используя информацию генома человека, Сеномикс идентифицировала сотни видов вкусовых рецепторов, и в настоящее время получила 113 патентов. Сеномикс сотрудничает с 7 крупными мировыми пищевыми компаниями и совместно развивает технологии.

## Продукция
Продукты Сеномикс усиливают интенсивность вкуса. Так как используется очень малое количество вещества, то его необязательно отмечать на лейбле, а по классификационным параметрам добавки попадают в широкую категорию «нетипичные вкусы». По схожей причине, компоненты не контролируются агентством FDA. Сотрудничает с компаниями: «Nestlé», «PepsiCo», «The Coca-Cola Company».